# David Gerrold
David Gerrold (* 24. ledna 1944 Chicago, USA), rodným jménem David Jerrold Friedman, je americký spisovatel science fiction. Za své romány získal řadu prestižních cen.

## Životopis
Během vysokoškolských studií na univerzitě v Kalifornii poslal v roce 1966 producentům televizního seriálu Star Treku koncept jednoho příběhu. Zalíbil se a Gerrold byl požádán o napsání dalších. Z nabízených byl vybrán jeden a realizován v první, tzv. Originální sérii pod názvem The Trouble with Tribbles. Povzbuzen úspěchem, začal psát další scénáře pro Star Trek, Babylon 5, Land of the Lost a také románové řady. Knih vydal přes 40. Stal se profesionálním spisovatelem.

## Dílo

### Televizní scénáře
- Pro seriál Star Trek, epizoda Trable s tribbly
- Pro seriál Land of the Lost
- Pro seriál Babylon 5
- Pro seriál Sliders
- Pro seriál Twilight

### Knihy

#### Star Trek
- 1980 The Galactic Whirlpool , česky
- 1987 Encounter at Farpoint, česky Střetnutí na Farpointu
- 1996 Trials and Tribble-ations (spoluautorkou D. Carey)

#### War Against the Chtorr
- 1983 A Matter for Menn, česky Věc pro lidi
- 1985 A Day for Damnation, česky Den na prokletí
- 1989 A Rage for Revenge, česky Zlost tiší pomsta
- 1993 A Season for Slaughter, česky Čas pro jatka

#### The Dingilland
- 2000 Jumping Off the Planet, česky Skok z planety
- 2001 Bouncing Off the Moon
- 2002 Leaping to the Stars

#### Trackers
- 1993 Under the Eye of God, česky Pod očima boha
- 1994 A Covenant of Justice

#### Star Wolf
- 1972 Yesterday's Children (znovu rozšířené roku 1980 jako Starhunt)
- 1990 Voyage of the Star Wolf
- 1995 The Middle of Nowhere
- 2004 Blood and Fire (podle nerealizovaného dílu seriálu Star Trek: Nová generace „Blood and Fire“)

### Mimo série
- 1971 The Flying Sorcerers aka The Misspelled Magician, česky Létající čarodějové
- 1972 Space Skimmer
- 1972 When HARLIE Was One
- 1973 Battle For the Planet of the Apes
- 1973 The Man Who Folded Himself (nominován na ceny Hugo, Nebula)
- 1977 Moonstar Odyssey
- 1978 Deathbeast
- 1985 Enemy Mine
- 1987 Chess with a Dragon
- 1994 The Martian Child – za tuto novelu získal ceny Hugo, Nebula, Locus. O osm let později ji rozšířil na román, který se roku 2007 dočkal zfilmování
- 2005 Child of Earth

### Povídkové sbírky
- 1972 With a Finger in My I*2005 Alternate Gerrolds
- 2007 The Involuntary Human